# Něro
Něro (rusky Неро nebo Ростовское озеро), je jezero v Jaroslavské oblasti v Rusku. Má rozlohu 54,4 km². Je 13 km dlouhé a maximálně 8 km široké. Průměrně je hluboké 1 až 1,3 m a dosahuje maximální hloubky 3,6 m. Dno je pokryté tlustou vrstvou sapropelu.

## Vodní režim
Zdroj vody je smíšený s převahou sněhového. Rozsah kolísání úrovně hladiny je 3,2 m. Nejvyšší je v dubnu a květnu a nejnižší v říjnu. Zamrzá v říjnu a rozmrzá v dubnu. Do jezera ústí 18 přítoků, ze kterých je největší řeka Sara. Z jezera odtéká řeka Vjoksa (přítok řeky Kotorosľ). Odtok z jezera je regulovaný přehradní hrází se zdymadlem na řece Kotorosľ (přítok Volhy).

## Využití
Na jezeře je rozvinutá místní lodní doprava a rybářství (cejni, okouni, štiky). Na břehu leží město Rostov.